# Нигерия на летних Олимпийских играх 1980
Нигерия принимала участие в Летних Олимпийских играх 1980 года в Москве (СССР) в седьмой раз за свою историю, пропустив Летние Олимпийские игры 1976 года, но не завоевала ни одной медали.